# Enzo Couacaud
Enzo Couacaud (ur. 1 marca 1995 w Curepipe) – francuski tenisista.

## Kariera tenisowa
Zawodowym tenisistą Couacaud jest od 2013.
W zawodach ATP Challenger Tour wygrał dwa tytuły w grze pojedynczej.
W rankingu gry pojedynczej najwyżej był na 151. miejscu (17 lipca 2023), a w klasyfikacji gry podwójnej na 188. pozycji (8 marca 2021).

### Zwycięstwa w turniejach ATP Challenger Tour w grze pojedynczej
| Końcowy wynik | Nr | Data            | Turniej                    | Nawierzchnia | Przeciwnik  | Wynik finału   |
| ------------- | -- | --------------- | -------------------------- | ------------ | ----------- | -------------- |
| Zwycięzca     | 1. | 9 września 2018 | Cassis                     | Twarda       | Ugo Humbert | 6:2, 6:3       |
| Zwycięzca     | 2. | 28 lutego 2021  | Las Palmas de Gran Canaria | Ceglana      | Steven Diez | 7:6(5), 7:6(3) |